# Liste des médaillées aux championnats d'Europe de gymnastique artistique - Barres asymétriques
| Édition | Lieu              | Or                                                                  | Argent                                     | Bronze                                    |
| ------- | ----------------- | ------------------------------------------------------------------- | ------------------------------------------ | ----------------------------------------- |
| 1957    | Bucarest          | Larissa Latynina (URS)                                              | Elena Teodorescu (ROU)                     | Eva Bosakova (TCH)                        |
| 1959    | Cracovie          | Polina Astachova (URS)                                              | Elena Teodorescu (ROU)                     | Ingrid Fost (GDR)                         |
| 1961    | Leipzig           | Polina Astachova (URS)                                              | Larissa Latynina (URS)                     | Ingrid Fost (GDR)                         |
| 1963    | Paris             | Thea Belmer (NED)                                                   | Tereza Kosic (YUG)                         | Solveig Egman (SWE)                       |
| 1965    | Sofia             | Věra Čáslavská (TCH)                                                | Larissa Latynina (URS)                     | Maria Karaska (BUL)                       |
| 1967    | Amsterdam         | Věra Čáslavská (TCH)                                                | Karin Janz (GDR)                           | Mariana Krajcirova (TCH)                  |
| 1969    | Landskrona        | Karin Janz (GDR)                                                    | Olga Karasyova (URS)                       | Lyudmila Turishzheva (URS)                |
| 1971    | Minsk             | Tamara Lasakovich (URS)                                             | Lyudmila Turishzheva (URS)                 | Angelika Hellmann (GDR)                   |
| 1973    | Londres           | Lyudmila Turishzheva (URS)                                          | Angelika Hellmann (GDR)                    | Alina Goreac (ROU)                        |
| 1975    | Skien             | Nadia Comăneci (ROU)                                                | Annelore Zinke (GDR)                       | Nelli Kim (URS)                           |
| 1977    | Prague            | Nadia Comăneci (ROU) Elena Mukhina (URS)                            | -                                          | Steffi Kräker (GDR)                       |
| 1979    | Copenhague        | Elena Mukhina (URS)                                                 | Emilia Eberle (ROU)                        | Maxi Gnauck (GDR)                         |
| 1981    | Madrid            | Maxi Gnauck (GDR)                                                   | Cristina Grigoraș (ROU) Alla Mysnik (URS)  | -                                         |
| 1983    | Göteborg          | Ecaterina Szabo (ROU)                                               | Lavinia Agache (ROU)                       | Jana Labaková (TCH)                       |
| 1985    | Helsinki          | Elena Chuchunova (URS) Maxi Gnauck (GDR)                            | -                                          | Oksana Omelyanchik (URS)                  |
| 1987    | Moscou            | Daniela Silivas (ROU)                                               | Diana Dudeva (BUL)                         | Dörte Thümmler (GDR)                      |
| 1989    | Bruxelles         | Henrietta Ónodi (HUN)                                               | Daniela Silivas (ROU) Olga Strazheva (URS) | -                                         |
| 1990    | Athènes           | Svetlana Boginskaya (URS) Natalya Kalinina (URS) Mirela Pasca (ROU) | -                                          | -                                         |
| 1992    | Nantes            | Tatyana Gutsu (EUN)                                                 | Tatiana Lyssenko (EUN)                     | Elena Grudneva (EUN)                      |
| 1994    | Stockholm         | Svetlana Khorkina (RUS)                                             | Oksana Fabrichnova (RUS)                   | Mercedes Pacheco (ESP)                    |
| 1996    | Birmingham        | Simona Amanar (ROU) Svetlana Khorkina (URS) Lilia Podkopayeva (UKR) | -                                          | -                                         |
| 1998    | Saint-Pétersbourg | Svetlana Khorkina (RUS)                                             | Viktoria Karpenko (UKR)                    | Claudia Presăcan (ROU)                    |
| 2000    | Paris             | Svetlana Khorkina (RUS)                                             | Viktoria Karpenko (UKR)                    | Elena Produnova (RUS)                     |
| 2002    | Patras            | Svetlana Khorkina (RUS)                                             | Renske Endel (NED)                         | Elizabeth Tweddle (GBR)                   |
| 2004    | Amsterdam         | Svetlana Khorkina (RUS)                                             | Elizabeth Tweddle (GBR)                    | Iryna Krasnianska (UKR)                   |
| 2005    | Debrecen          | Émilie Le Pennec (FRA)                                              | Tania Gener (ESP)                          | Dariya Zgoba (UKR)                        |
| 2006    | Volos             | Elizabeth Tweddle (GBR)                                             | Jana Sikulova (CZE)                        | Lenika de Simone (ESP)                    |
| 2007    | Amsterdam         | Dariya Zgoba (UKR)                                                  | Steliana Nistor (ROU)                      | Ekaterina Kramarenko (RUS)                |
| 2008    | Clermont-Ferrand  | Ksenia Semenova (RUS)                                               | Steliana Nistor (ROU)                      | Dariya Zgoba (UKR)                        |
| 2009    | Milan             | Elizabeth Tweddle (GBR)                                             | Ksenia Semenova (RUS)                      | Anja Brinker (GER)                        |
| 2010    | Birmingham        | Elizabeth Tweddle (GBR)                                             | Aliya Mustafina (RUS)                      | Natalya Kononenko (UKR)                   |
| 2011    | Berlin            | Elizabeth Tweddle (GBR)                                             | Tatiana Nabieva (RUS)                      | Kim Bui (GER)                             |
| 2012    | Bruxelles         | Victoria Komova (RUS)                                               | Anastasia Grishina (RUS)                   | Nataliya Kononenko (UKR)                  |
| 2013    | Moscou            | Aliya Mustafina (RUS)                                               | Jonna Adlerteg (SWE)                       | Maria Paseka (RUS)                        |
| 2014    | Sofia             | Rebecca Downie (GBR)                                                | Aliya Mustafina (RUS)                      | Daria Spiridonova (RUS)                   |
| 2015    | Montpellier       | Daria Spiridonova (RUS)                                             | Rebecca Downie (GBR)                       | Sanne Wevers (NED)                        |
| 2016    | Berne             | Rebecca Downie (GBR)                                                | Daria Spiridonova (RUS)                    | Aliya Mustafina (RUS)                     |
| 2017    | Cluj-Napoca       | Nina Derwael (BEL)                                                  | Elena Eremina (RUS)                        | Elisabeth Seitz (GER) Elissa Downie (GBR) |
| 2018    | Glasgow           | Nina Derwael (BEL)                                                  | Jonna Adlerteg (SWE)                       | Angelina Melnikova (RUS)                  |
| 2019    | Szczecin          | Anastasiia Iliankova (RUS)                                          | Angelina Melnikova (RUS)                   | Alice D'Amato (ITA)                       |
| 2020    | Mersin            | Zsófia Kovács (HUN)                                                 | Zoja Szekely (HUN)                         | Barbora Mokosova (SVK)                    |
| 2021    | Bâle              | Angelina Melnikova (RUS)                                            | Vladislava Urazova (RUS)                   | Amelie Morgan (GBR)                       |
| 2022    | Munich            | Elisabeth Seitz (GER)                                               | Alice D'Amato (ITA)                        | Lorette Charpy (FRA)                      |
| 2023    | Antalya           | Alice D'Amato (ITA)                                                 | Becky Downie (GBR)                         | Elisabeth Seitz (GER)                     |
| 2024    | Rimini            | Alice D'Amato (ITA)                                                 | Elisa Iorio (ITA)                          | Georgia-Mae Fenton (GBR)                  |
| 2025    | Leipzig           | Nina Derwael (BEL)                                                  | Bettina Lili Czifra (HUN)                  | Ana Bărbosu (ROU)                         |